# San Pedro Ayampuc

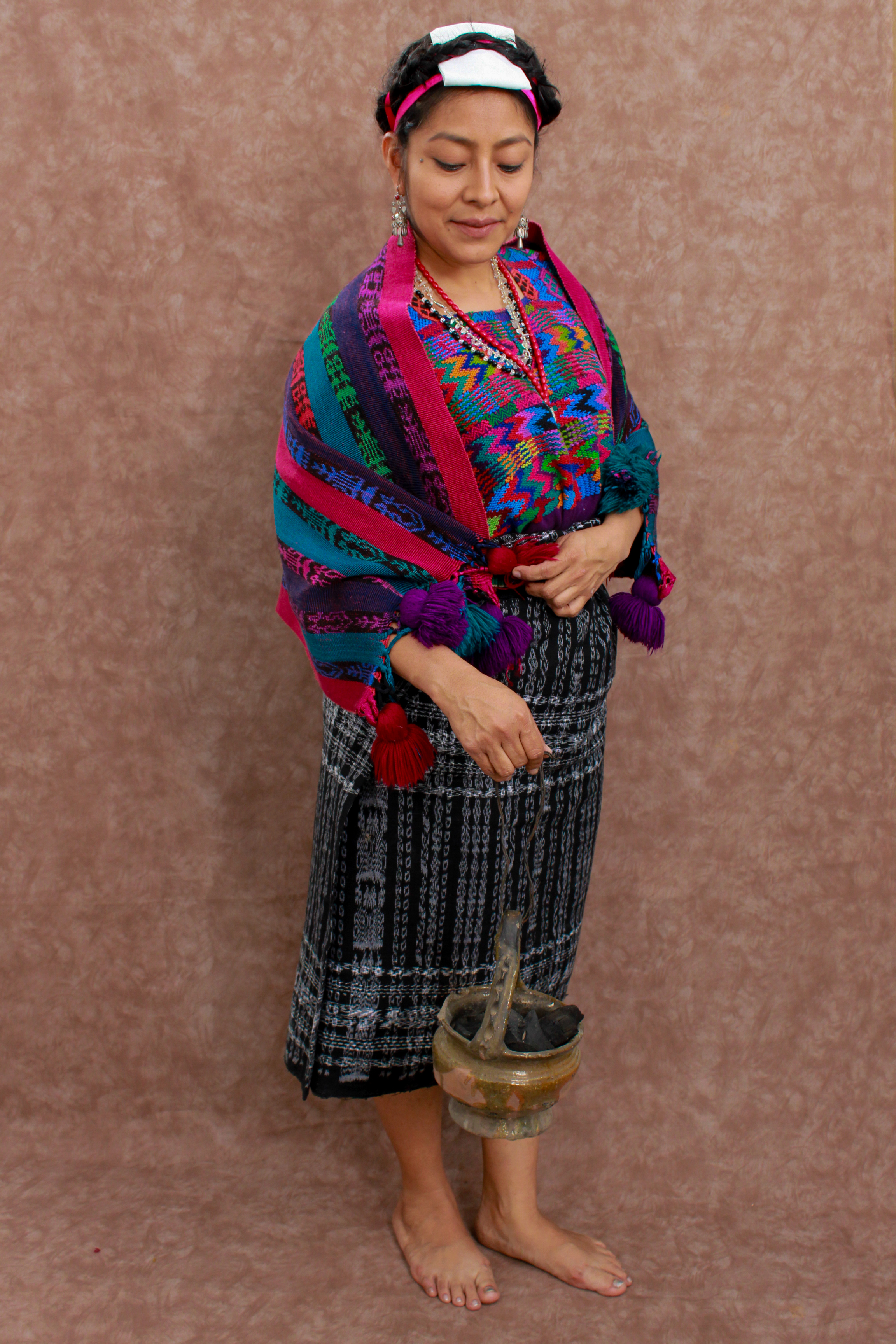
Traje Regional de San Pedro Ayampuc.

San Pedro Ayampuc («San Pedro»: en honor a su santo patrono San Pedro Apóstol; «Ay Ampuk»: del xinca, que significa «lugar o pueblo de la serpiente») es un municipio ubicado en el Departamento de Guatemala en la República de Guatemala. Es un municipio multiétnico, con gran riqueza cultural y arqueológica. Su idioma original era el xinca, el actual es el kakchiquel. Colinda al norte con Chuarrancho, al este San José del Golfo y Palencia, al oeste con Chinautla y al sur con la Ciudad de Guatemala, todos municipios del Departamento de Guatemala.

## Toponimia
El nombre proviene del xinca, donde "Ay"  significa "lugar de" y "Ampuk", es la palabra xinca para serpiente. Esto se debe a que Ayampuc está sobre una cresta con forma de serpiente. Mientras que en k'akch'ikel el topónimo «Yampuc» significa, «lugar o pueblo entre cerros», posiblemente porque el área que ocupa San Pedro Ayampuc está rodeada de cerros y cubierta de bosques. En 1549, Pedro Ramírez Quiñones, el encomendado a convencer a lo caciques para la organización de sus pueblos, nombró al poblado siguiendo las reglas de la época: le colocaron el nombre del santo católico que se venera en la fecha de fundación del poblado, seguido de un vocablo náhuatl para describir el área.  En el caso de San Pedro Ayampuc, al parecer no se utilizó un nombre náhuatl, sino que se conservó el nombre xinca/k'akchi'kel, agregándole la letra «A», como una adaptación al idioma español.[cita requerida]

## Demografía
A partir de la década de 2000, este municipio tuvo un acelerado incremento demográfico, debido al desarrollo urbano provocado por la inmigración de personas de diferentes lugares de la República.[cita requerida] En el área rural, la mayoría de aldeas cuentan con servicio de agua potable a través de llenar cántaros y por el sistema de gravedad; también cuentan con servicio de energía eléctrica, algunas con, alumbrado público, es de mencionar que en la mayoría de estos proyectos, ha intervenido la participación directa de los vecinos con recursos económicos y mano de obra.
En el aspecto de salud, la mayoría de aldeas cuentan con puestos de salud donde se brinda atención preventiva, primeros auxilios y enfermedades comunes, además varias aldeas cuentan con salones comunales los cuales son utilizados para diversos eventos sociales y culturales.

## División administrativa
La división administrativa del municipio es la siguiente:
| División      | Listado |
| ------------- | --- |
| Cantones (15) | 1. El Centro 2. Los Martínez 3. El Copalar 4. El Calvario 5. El Centro de Salud 6. El Cementerio 7. Pueblo Nuevo 8. El Aguacate 9. Los Suretes 10. La Laguna 11. El Centro 12. Las Quebraditas 13. El Cerrito 14. Punta del Pueblo 15. La Cumbre |
| Aldeas (14)   | 1. Hato 2. Pinalito 3. Lo de Reyes 4. San José Nacahuil 5. El Tizate 6. La Lagunilla 7. La Labor 8. Petacá 9. El Carrizal 10. San Antonio El Ángel 11. El Guapinol 12. Los Altares (También llamado Altarcitos) 13. Los Achiotes 14. Los Vados 15. Jabillal 16. Concepción Las Lomas |
| Colonias (16) | 1. La Leyenda 2. San Luís 3. Lomas de San José 4. Río Azul 5. Villas de San Pedro 6. El Esfuerzo 7. Lotificación Canaán 8. Vistas de San Luis 9. Planes de San Luis 10. Brisas de San Pedro 11. La Reinita 12. Bosque de Santa María 13. Llanos de Santa María I, II y III 14. Altos de Santa María 15. Juan Gerardi 16. San Luis Buena Vista 17. La Julieta 18. Lomas de San José I y II 19. Prados de Santa Maria La Lagunilla |
| Caseríos (5)  | Buena Vista, Los Suretes, Los Ortiz, El Cerro, El Naranjo |
| Fincas (17)   | 1. Quebrada 2. La Laguna 3. El Limón 4. Santa Cruz 5. Guadalupe 6. El Chical 7. El Chaperno 8. Las Villas 9. Las Paridas 10. El Básamo 11. San Felipe 12. Las Delicias 13. El Quixal 14. San Jorge 15. La Primavera |

## Geografía física
Según información del Instituto Nacional de Estadística, su área comprende 73 km², sin embargo, el Instituto Geográfico Nacional le asigna 113 km².  La topografía del terreno es variada debido al complejo montañoso del altiplano central; en el área que comprende el municipio existen pequeñas planicies de norte a sur, algunas de ellas, regadas por los ríos Las Vacas, Jaillal y Agua Caliente y en cuya parte meridional se levantan algunos cerros de regular altura. Registra alturas que oscilan entre 1,160 metros a 1,600 metros sobre el nivel del mar.

### Clima
La cabecera municipal de San Pedro Ayampuc tiene clima tropical (Clasificación de Köppen: Aw).
| Parámetros climáticos promedio de San Pedro Ayampuc | Parámetros climáticos promedio de San Pedro Ayampuc | Parámetros climáticos promedio de San Pedro Ayampuc | Parámetros climáticos promedio de San Pedro Ayampuc | Parámetros climáticos promedio de San Pedro Ayampuc | Parámetros climáticos promedio de San Pedro Ayampuc | Parámetros climáticos promedio de San Pedro Ayampuc | Parámetros climáticos promedio de San Pedro Ayampuc | Parámetros climáticos promedio de San Pedro Ayampuc | Parámetros climáticos promedio de San Pedro Ayampuc | Parámetros climáticos promedio de San Pedro Ayampuc | Parámetros climáticos promedio de San Pedro Ayampuc | Parámetros climáticos promedio de San Pedro Ayampuc | Parámetros climáticos promedio de San Pedro Ayampuc |
| Mes                                                 | Ene.                                                | Feb.                                                | Mar.                                                | Abr.                                                | May.                                                | Jun.                                                | Jul.                                                | Ago.                                                | Sep.                                                | Oct.                                                | Nov.                                                | Dic.                                                | Anual                                               |
| --------------------------------------------------- | --------------------------------------------------- | --------------------------------------------------- | --------------------------------------------------- | --------------------------------------------------- | --------------------------------------------------- | --------------------------------------------------- | --------------------------------------------------- | --------------------------------------------------- | --------------------------------------------------- | --------------------------------------------------- | --------------------------------------------------- | --------------------------------------------------- | --------------------------------------------------- |
| Temp. máx. media (°C)                               | 25.7                                                | 26.7                                                | 28.4                                                | 28.8                                                | 28.5                                                | 27.2                                                | 26.9                                                | 27.2                                                | 26.5                                                | 26.1                                                | 26                                                  | 25.4                                                | 27                                                  |
| Temp. media (°C)                                    | 19.5                                                | 20.1                                                | 21.6                                                | 22.5                                                | 22.7                                                | 22.3                                                | 22                                                  | 22.1                                                | 21.7                                                | 21.1                                                | 20.5                                                | 19.4                                                | 21.3                                                |
| Temp. mín. media (°C)                               | 13.3                                                | 13.6                                                | 14.9                                                | 16.3                                                | 17                                                  | 17.5                                                | 17.2                                                | 17                                                  | 16.9                                                | 16.2                                                | 15                                                  | 13.4                                                | 15.7                                                |
| Precipitación total (mm)                            | 1                                                   | 3                                                   | 6                                                   | 23                                                  | 91                                                  | 197                                                 | 167                                                 | 116                                                 | 202                                                 | 94                                                  | 18                                                  | 2                                                   | 920                                                 |
| Fuente: Climate-Data.org                            |                                                     |                                                     |                                                     |                                                     |                                                     |                                                     |                                                     |                                                     |                                                     |                                                     |                                                     |                                                     |                                                     |

### Ubicación geográfica
San Pedro Ayampuc está rodeado por municipios del Departamento de Guatemala:
- Norte: Chuarrancho
- Este: San José del Golfo y Palencia
- Oeste:Chinautla
- Sur: Ciudad de Guatemala[1]

|                  | Norte: Chuarrancho       |                                     |
| Oeste: Chinautla |                          | Este: San José del Golfo y Palencia |
|                  | Sur: Ciudad de Guatemala |                                     |

## Gobierno municipal
Los municipios se encuentran regulados en diversas leyes de la República, que establecen su forma de organización, lo relativo a la conformación de sus órganos administrativos y los tributos destinados para los mismos.  Aunque se trata de entidades autónomas, se encuentran sujetos a la legislación nacional y las principales leyes que los rigen desde 1985 son:
| N.º | Ley                                                | Descripción |
| --- | -------------------------------------------------- | --- |
| 1   | Constitución Política de la República de Guatemala | Tiene una regulación legal específica para los municipios en los artículos 253 al 262. |
| 2   | Ley Electoral y de Partidos Políticos              | Ley de carácter constitucional aplicable a los municipios en el tema de la conformación de sus autoridades electas. |
| 3   | Código Municipal                                   | Decreto 12-2002 del Congreso de la República de Guatemala. Tiene la categoría de ley ordinaria y contiene preceptos generales aplicables a todos los municipios, e inclusive contiene legislación referente a la creación de los municipios.             |
| 4   | Ley de Servicio Municipal                          | Decreto 1-87 del Congreso de la República de Guatemala. Regula las relaciones entra la municipalidad y los servidores públicos en materia laboral. Tiene su base constitucional en el artículo 262 de la constitución que ordena la emisión de la misma. |
| 5   | Ley General de Descentralización                   | Decreto 14-2002 del Congreso de la República de Guatemala. Regula el deber constitucional del Estado, y por ende del municipio, de promover y aplicar la descentralización y desconcentración económica y administrativa.                                |

El gobierno de los municipios está a cargo de un Concejo Municipal mientras que el código municipal —ley ordinaria que contiene disposiciones que se aplican a todos los municipios— establece que «el concejo municipal es el órgano colegiado superior de deliberación y de decisión de los asuntos municipales […] y tiene su sede en la circunscripción de la cabecera municipal»; el artículo 33 del mencionado código establece que «[le] corresponde con exclusividad al concejo municipal el ejercicio del gobierno del municipio».
El concejo municipal se integra con el alcalde, los síndicos y concejales, electos directamente por sufragio universal y secreto para un período de cuatro años, pudiendo ser reelectos.
Existen también las Alcaldías Auxiliares, los Comités Comunitarios de Desarrollo (COCODE), el Comité Municipal del Desarrollo (COMUDE), las asociaciones culturales y las comisiones de trabajo. Los alcaldes auxiliares son elegidos por las comunidades de acuerdo a sus principios y tradiciones, y se reúnen con el alcalde municipal el primer domingo de cada mes, mientras que los Comités Comunitarios de Desarrollo y el Comité Municipal de Desarrollo organizan y facilitan la participación de las comunidades priorizando necesidades y problemas.
El Edificio Municipal se encuentra ubicado en la Plaza Central de la cabecera.

## Historia

### Época precolombina
El origen del pueblo de Ayampuc fue producto de algunas controversias entre Quichés y Cakchiqueles, denominándose inicialmente como Yampuc. Posteriormente hubo una gran insurrección debido a algunas diferencias de liderazgo y sectarismo, comandada por el líder indígena Cay-Junajup, protector de los plebeyos o gente común, pero este fue derrotado y muerto.[cita requerida] Junto con un gran número de guerreros, esto dio como resultado el aparecimiento de un nuevo reino, el Reino de Ayampuc, el cual abarcaba algunos de los modernos municipios de Chimaltenango, Sacatepéquez y Guatemala, cuya corte principal estaba asentada en Yampuk.  Al frente de este nuevo reino estuvo el jefe principal o Achí-Caley (señor principal).[cita requerida]

### Conquista de Guatemala
Las fuerzas españolas y mexicanas del conquistador Pedro de Alvarado encontraron a los habitantes de Yampuk envueltos en guerras internas y ya sin fuerzas para seguir luchando por epidemias que los mismos invasores provocaron inadvertidamente, ya que los habitantes de América no estaban acostumbrados a las enfermedades europeas. Ante esta situación y la superioridad de las armas de sus adversarios, el Reino de Yampuk optó por rendirse.  A pesar de ellos, los indígenas de Ayampuc presentaron férrea resistencia a la denominación española, según escritos y referencias históricas del cronista español fray Francisco Ximénez, O.P., en su obra Historia de la provincia de San Vicente de Chiapas y Guatemala.

### Colonia española
Una vez pacificados los pueblos, se ordenó la formación de poblados organizados y urbanizados al estilo europeo, contraviniendo la voluntad de los indígenas acostumbrados a vivir en forma dispersa.  Los conquistadores encontraron poblados fortificados, y los aprovecharon para establecer encomiendas y doctrinas indígenas.[cita requerida]

### Tras la Independencia de Centroamérica
La división territorial en distritos y departamentos de la República de Guatemala se llevó a cabo según la primera constitución Política de fecha 11 de octubre de 1825, en la cual no aparece San Pedro Ayampuc, ya que únicamente era un poblado del distrito de San Pedro Sacatepéquez.
El 25 de enero de 1830 pasó a la Asamblea Legislativa, en estudio, la solicitud del pueblo relativa a que teniendo el mismo una población de 700 vecinos y estar a más de catorce leguas de San Pedro Sacatepéquez, el valle fuese elevado a categoría de municipio independiente. Se reiteró la solicitud, esta vez por los vecinos, en una queja que presentaron, ya que el 21 de agosto de 1830 solicitaban que cesaran las atribuciones de alcaldes auxiliares.
El 2 de noviembre de 1837 se la adjudica legalmente a San Pedro Ayampuc 40 caballerías de terreno, luego, en 1886 se ordenaron nuevas medidas por medio de ing. Antonio Llerena y Oppe, cuyas medidas dieron una extensión territorial de 93 caballerías, 9 manzanas y 9,522 varas cuadradas, con base en la cual se le extendió el Título de propiedad respectivo.
Por Acuerdo Gubernativo de fecha 5 de noviembre de 1936, el gobierno del general Jorge Ubico Castañeda anexó a San Pedro Ayampuc las siguientes poblaciones que hasta entonces pertenecían al municipio de Guatemala:
- Colonias: Lagunilla, Lo de Reyes, La Leyenda, Las Villas, la Labor , San Luis, La Julieta
- Caseríos: El Pinalito, LosUretes, Los Vados, Colonia Llanos de Santa Maria 1,2 y 3
- Fincas: La Pastorela, La Viña, El Rosario, Finca san Nicolas[cita requerida]

## Costumbres y tradiciones
Una de las costumbres populares entre los naturales y ladinos son las romerías y peregrinaciones que se realizan a distintos lugares de la República con la finalidad de visitar al santo de su devoción para pedirle algún milagro y bendiciones para su familia, al mismo tiempo aprovechan para traer artículos de ese lugar, así como toda clase de golosinas y frutas propias de ese lugar.
La principal y más alegre feria del municipio se celebra en honor al Cristo negro de Esquipulas, en la semana del primer viernes de cuaresma, como una conmemoración al hallazgo de su imagen aparecida en este lugar hace años que fue visto por unos comerciantes que utilizan las rutas más cortas entre la población.
El «día de los Santos» de los «Santos Difuntos» tienen un significado especial para ellos, pues el día que sus parientes y amigos ya fallecidos, les visitan y para recibirlos les elaboran un ‘altar’.
En el día de concepción, realizan la quema del diablo, juntando la basura del patio y de la casa, con el fin de sacar las malas influencias.
Como parte del Folclore guatemalteco en varias comunidades como en San Pedro Ayampuc, también se participa en ocasiones especiales algunos bailes y danzas revestidas de religiosidad y comicidad, entre estas: «Baile de Moros» la «Danza del Torito» y el «Convite».

## Aspecto cultural
En el aspecto cultural, San Pedro Ayampuc, no ha tenido mayor relevancia, limitándose únicamente a algunas expresiones populares a nivel de aficionados; existen varios conjuntos marimbisticos integrados en su mayoría por personas indígenas cuyo oficio ha venido de generación en generación que ha hecho posible el desarrollo de proyectos de beneficio comunal.

## Recursos naturales y producción
Las tierras de San Pedro están ubicadas en el altiplano central, su topografía es bastante irregular en un 80% aproximadamente la que dificulta su explotación y el cultivo de diversos productos propios de valles y joyas, como también no es muy privilegiado en cuanto a recursos naturales por lo que su hidrografía, fauna y flora es bastante escasa. Cuenta únicamente con unos cuantos ríos y riachuelos de poco caudal en el verano y un poco más en la época de invierno.
En cuanto a la fauna de estos lugares, esta se limita a unas cuantas especies de animales, como tacuacines, armadillos, zorrillos, ardillas y conejos; culebras de las especies cantil, zumbadoras, bejuquillos y coralillos; aves como zaculpillas, sanates, gorriones, chorchas, tapacaminos, godornizas y palomas cantores y otras

## Idioma
A la llegada de los españoles, el único idioma que se hablaba era el kaqchikel, pero éste se ha perdido considerablemente, aunque en la aldea San José Nacahuil todavía habla, aunque no con la fluidez necesaria.

### Educación
Los beneficios de la educación se han, manifestado paso a paso, a través de los años, con la construcción de:
- Escuelas
- Fundación de Institutos de Educación básica
- Colegios particulares
- Academias de mecanografía
- Desarrollo de programas de educación
- Sistemas educativos
- Cafe Internet

Sumando a todo esto que aun existe el problema del analfabetismo en un 50% entre la población joven y adulta.

## Vías y medios de comunicación
San Pedro Ayampuc cuenta con dos vías de acceso, la más importante y que ofrece mejores condiciones de tránsito es la carretera departamental Guatemala 15, que partiendo de la plaza Central de la ciudad Capital, tiene una distancia de 23 Kilómetros, la cual fue construida en 1978, de los 23 Kilómetros, 23 están asfaltados.
Algunas comunidades cuentan con carreteras un tanto accesibles por vehículos, entre estas: una carretera que parte de la Cabecera Municipal hacia las aldeas al Hato y Petacá; de la carretera principal se desprende un ramal que conduce hacia las aldeas, el Tizate y el Carrizal, otro ramal se desprende de la antigua carretera y conduce a la aldeas San José Nacahuil, encontrándose en construcción una nueva carretera que conectara con la carretera principal.